# Stefan Kolbe (Politiker)
Stefan Kolbe (* 11. Januar 1965 in München) ist ein deutscher Kommunalpolitiker (CSU).

## Leben
Kolbe ist von Beruf Verwaltungsbetriebswirt. Er ist seit dem 1. Mai 2008 Bürgermeister der Gemeinde Karlsfeld. Bei den Kommunalwahlen im März 2014 und im März 2020 wurde er im Amt bestätigt. Außerdem hat er ein Mandat im Kreistag des Landkreises Dachau.
Seit 2008 ist er stellvertretendes Mitglied im Zweckverband Sparkasse Dachau. Er ist Sprecher der Landkreisbürgermeister im Landkreis Dachau und Sprecher der West-Allianz-München.
Seit dem 19. Januar 2020 ist Kolbe Ehrenbürger der süditalienischen Partnerstadt Muro Lucano.
Kolbe ist verheiratet und hat zwei Kinder.